# Grand Moff Tarkin
Grand Moff Wilhuff Tarkin, também conhecido como o Governador Tarkin, é um personagem fictício do universo Star Wars, interpretado no filme original pelo ator Peter Cushing. O personagem tem sido considerado "um dos vilões mais formidáveis na história de Star Wars".

## Caracterização

### Star Wars
Introduzido no filme Star Wars, Grand Moff Tarkin é o governador das Regiões Remotas do Império Galáctico, e comandante da Estrela da Morte. Após o ataque rebelde a Scariff o Imperador dissolve o Senado Galáctico, Tarkin e Darth Vader são incumbidos de perseguir e destruir a Aliança Rebelde. Ele ameaça a princesa Leia Organa com a destruição do planeta Alderaan se ela não revelasse a localização da base rebelde. Quando Leia indica o planeta Dantooine como sendo o local da base, Tarkin destrói Alderaan mesmo assim, como exemplo do que pode acontecer com planetas que apoiem os rebeldes. Ao descobrir que Leia mentiu, Tarkin ordena sua execução.
Tarkin permite que os rebeldes escapem com Leia após colocar um rastreador na Millennium Falcon para descobrir onde os rebeldes estão escondidos. Ao tomar conhecimento do local na quarta lua de Yavin, ele ordena sua destruição pela Estrela da Morte.
Durante a ofensiva rebelde da Batalha de Yavin, Tarkin recusa-se a acreditar que a Estrela da Morte está em perigo pelo ataque dos caças, e não ordena a evacuação da tripulação. Ele é morto quando a primeira Estrela da Morte é destruída por Luke Skywalker.

### A Vingança dos Sith
No final do Episódio III: A Vingança dos Sith, um Tarkin mais jovem aparece supervisionando a construção da primeira Estrela da Morte, ao lado de Darth Vader e do Imperador Palpatine. Ordens do seu companheiro, Wullf Yularen.

### As Guerras Clônicas
Na série de televisão Star Wars: The Clone Wars, o jovem Tarkin aparece como capitão da Marinha da República Galáctica, e mais tarde como almirante durante as Guerras Clônicas.
Na terceira temporada, o capitão Tarkin e o mestre jedi Even Piell são emboscados e atacados por forças separatistas. Prisioneiros na Cidadela, Tarkin e Piell são libertados por uma equipe de resgate. Inicialmente pessimista sobre o território inimigo, Tarkin posiciona-se contra o cavaleiro jedi Anakin Skywalker, mas a opinião de ambos vai mudando quando eles descobrem que ambos são observados pelo Supremo Chanceler Palpatine. Durante um conflito, Tarkin luta e tenta executar Osi Sobeck, mas falha quando o guardião da Cidadela reage e quase o mata; Tarkin é resgatado no último momento pela padawan Ahsoka Tano.
Na quinta temporada, o almirante Tarkin suspeita que Ahsoka assassinou Letta Turmond durante um ataque terrorista, e tenta prender Ahsoka. Após sua prisão e julgamento por um júri de senadores, Tarkin lidera a acusação enquanto Padmé Amidala lidera a defesa. Apesar da excelente defesa feita por Padmé, Tarkin levanta a dúvida de Ahsoka foi vista com a jedi do lado negro Asajj Ventress. Quando o Supremo Chanceler está prestes a ler o veredito, Anakin Skywalker aparece com Bariss Offee, o real mentor do ataque.

### Rebels
Na série de televisão Star Wars Rebels, o Governador Tarkin tem o título de Grand Moff. Ele visita o planeta Lothal para lidar com o problema da insurgência que vem ocorrendo lá, e repreende a ministra Maketh Tua, o agente Kallus e o Inquisitor por suas sucessivas falhas em destruir a célula rebelde no planeta. Tarkin ordena ao Inquisidor que execute o comandante Aresko e o encarregado Grint por suas inabilidades em lidar com o líder rebelde jedi Kanan Jarrus.
Mais tarde, Tarkin monta uma armadilha para os rebeldes e consegue capturar Kanan Jarrus durante sua missão de enviar uma mensagem através de uma das torres de comunicação do planeta. A mensagem rebelde acaba sendo enviada, mas Tarkin ordena a destruição da torre. Kanan é torturado pelo Inquisidor e transportado para o sistema Mustafar no Star Destroyer de Tarkin; durante o resgate de Kanan pelas forças rebeldes, esta nave é destruída e o Inquisidor é morto. Em Lothal, Tarkin apresenta o agente Kallus a Darth Vader.

### Rogue One
Foi anunciado em agosto de 2015 que Peter Cushing reprisaria seu papel no vindouro Rogue One: A Star Wars Story, através de sua imagem digitalizada via computação gráfica. Sua participação começa com Tarkin reclamando com o Diretor Orson Krennic dos atrasos na construção da Estrela da Morte e exige um teste na lua de Jedha, onde há vários tumultos terroristas causados por grupos opositores a ocupação imperial. O teste destrói a cidade sagrada de Jedha e Tarkin retoma o controle da estação, retornando, depois, para ordenar a destruição da base de engenharia imperial no planeta Scariff, onde os dados foram roubados. O personagem foi feito pelo ator Guy Henry, com sua performance facial sendo substituída por uma recriação digital de Cushing. 